# Fannia flavipes
Fannia flavipes är en tvåvingeart som beskrevs av Stein 1918. Fannia flavipes ingår i släktet Fannia och familjen takdansflugor.
Artens utbredningsområde är Paraguay. Inga underarter finns listade i Catalogue of Life.